# 柳新
柳新（リュ・シン、류신、1915年 - 没年不詳）は、朝鮮の独立運動家、朝鮮民主主義人民共和国の軍人。別名に金容燮（金鎔燮、キム・ヨンソプ、김용섭）、張維輔（チャン・ユボ、장유보）、全容燮（チョン・ヨンソプ、전용섭）がある。

## 生涯
1915年、咸鏡道ないし黄海道出身。牧師の子として生まれ、竜井の恩真中学を卒業した。1935年2月、南京の特務予備訓練所に入所し、8月には革命同志会（10月会）に参加。1936年、朝鮮民族革命党に入党し、党務兼特務工作部員として活動。広東の中山大学在学中に日中戦争が勃発したため、1937年12月、中国中央陸軍軍官学校星子分校へ入学し、1938年5月に卒業した。1938年、武漢の中国全国文化協会組織部で活動。朝鮮義勇隊に初期から参加。その後、八路軍地域に移動し、1941年1月、太行山根拠地において結成された華北朝鮮青年連合会の委員兼宣伝部長を務める。1942年7月、華北朝鮮独立同盟の創建大会に参加。八路軍の呂正操部隊で活動した。朝鮮義勇軍で歌われた抗日歌謡『朝鮮義勇軍追悼歌』は金学鉄が作詞し、柳新が作曲した。
1945年末までに第1次入北者として38度線以北へ帰国した。1946年8月、保安幹部訓練大隊部作戦部長。1947年5月、人民集団軍総司令部作戦部長。1948年2月の朝鮮人民軍創設直後、第2次粛清作業により第2師団参謀長へ左遷される。1948年9月、民族保衛省戦闘訓練局戦闘経験研究部長。1950年6月、第1軍団参謀長として朝鮮戦争に参戦。戦争中、爆撃で死亡した。